# Bullapura, Honnali
Bullapura là một làng thuộc tehsil Honnali, huyện Davanagere, bang Karnataka, Ấn Độ.